# 張拯
张拯（?—?），唐朝韶州曲江县（今广东省韶关市曲江区）人，张九龄之子。

## 生平
张拯为父亲居丧，有节行，后为伊阙县令。安禄山之乱，攻取河、洛，张拯落入叛军之手。而终不受叛军官职的任命。两京克复，被唐肃宗擢升为太子右赞善大夫。

## 子孙
- 子：张藏器，河南府寿安尉、長水丞
  - 孙：张敦慶，袁州司倉參軍
    - 曾孙：张景新，乡贡进士
      - 玄孙：张涓，嶺南觀察衙推
        - 五世孙：张千壽
        - 五世孙：张皓，仁化令
          - 六世孙：张譔
            - 七世孙：张澄真

          - 六世孙：张諷
          - 六世孙：张謠
          - 六世孙：张詣

      - 玄孙：张鄖，湖南鹽鐵判官
        - 五世孙：张鈞
          - 六世孙：张偉
            - 七世孙：张珝
            - 七世孙：张珙
              - 八世孙：张文璉
              - 八世孙：张文智

        - 五世孙：张道興
          - 六世孙：张繼
            - 七世孙：张綰

          - 六世孙：张太玄

        - 五世孙：张起，端州司戶參軍
          - 六世孙：张維
            - 七世孙：张贄
            - 七世孙：张琟
            - 七世孙：张嗣宗
            - 七世孙：张居賀

          - 六世孙：张縉
            - 七世孙：张貴英
            - 七世孙：张再英
            - 七世孙：张仲英
            - 七世孙：张萬英
            - 七世孙：张韶英
            - 七世孙：张可英

    - 曾孙：张景重，洪州都督府參軍
      - 玄孙：张焴，歸善令
        - 五世孙：张廷傑
          - 六世孙：张涉
            - 七世孙：张璲
              - 八世孙：张光敏
              - 八世孙：张光濟

            - 七世孙：张璀
              - 八世孙：张文範

          - 六世孙：张渥
            - 七世孙：张琇
              - 八世孙：张元吉

          - 六世孙：张淪
            - 七世孙：张琮
              - 八世孙：张乾用
              - 八世孙：张利用

            - 七世孙：张瓊
              - 八世孙：张克柔
              - 八世孙：张克已

            - 七世孙：张璨
              - 八世孙：张榮

          - 六世孙：张沼
            - 七世孙：张珽
              - 八世孙：张隆
              - 八世孙：张鉉

            - 七世孙：张瑀
              - 八世孙：张亨

          - 六世孙：张洪
            - 七世孙：张珣
              - 八世孙：张克從

            - 七世孙：张瑛
              - 八世孙：张錫
              - 八世孙：张祐
              - 八世孙：张休
              - 八世孙：张鑄

      - 玄孙：张燿，樂昌令
        - 五世孙：张瞻，湞陽丞
          - 六世孙：张文達
          - 六世孙：张文曜
            - 七世孙：张威
              - 八世孙：张怡

            - 七世孙：张騫
              - 八世孙：张士衡

            - 七世孙：张和

          - 六世孙：张文嵩（张子軒），監東太倉
            - 七世孙：张允恭
              - 八世孙：张廉

            - 七世孙：张允明
              - 八世孙：张士調

            - 七世孙：张化璘